# Prasma tuberculata
Prasma tuberculata is een hooiwagen uit de familie Triaenonychidae. De wetenschappelijke naam van de soort is als Monoxyomma tuberculatum voor het eerst geldig gepubliceerd in 1920 door H.R. Hogg.